# Tillandsia fraseri
Tillandsia fraseri är en gräsväxtart som beskrevs av John Gilbert Baker. Tillandsia fraseri ingår i släktet Tillandsia och familjen Bromeliaceae. Inga underarter finns listade i Catalogue of Life.